# Kifòsids

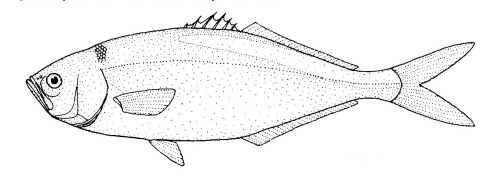
Labracoglossa nitida

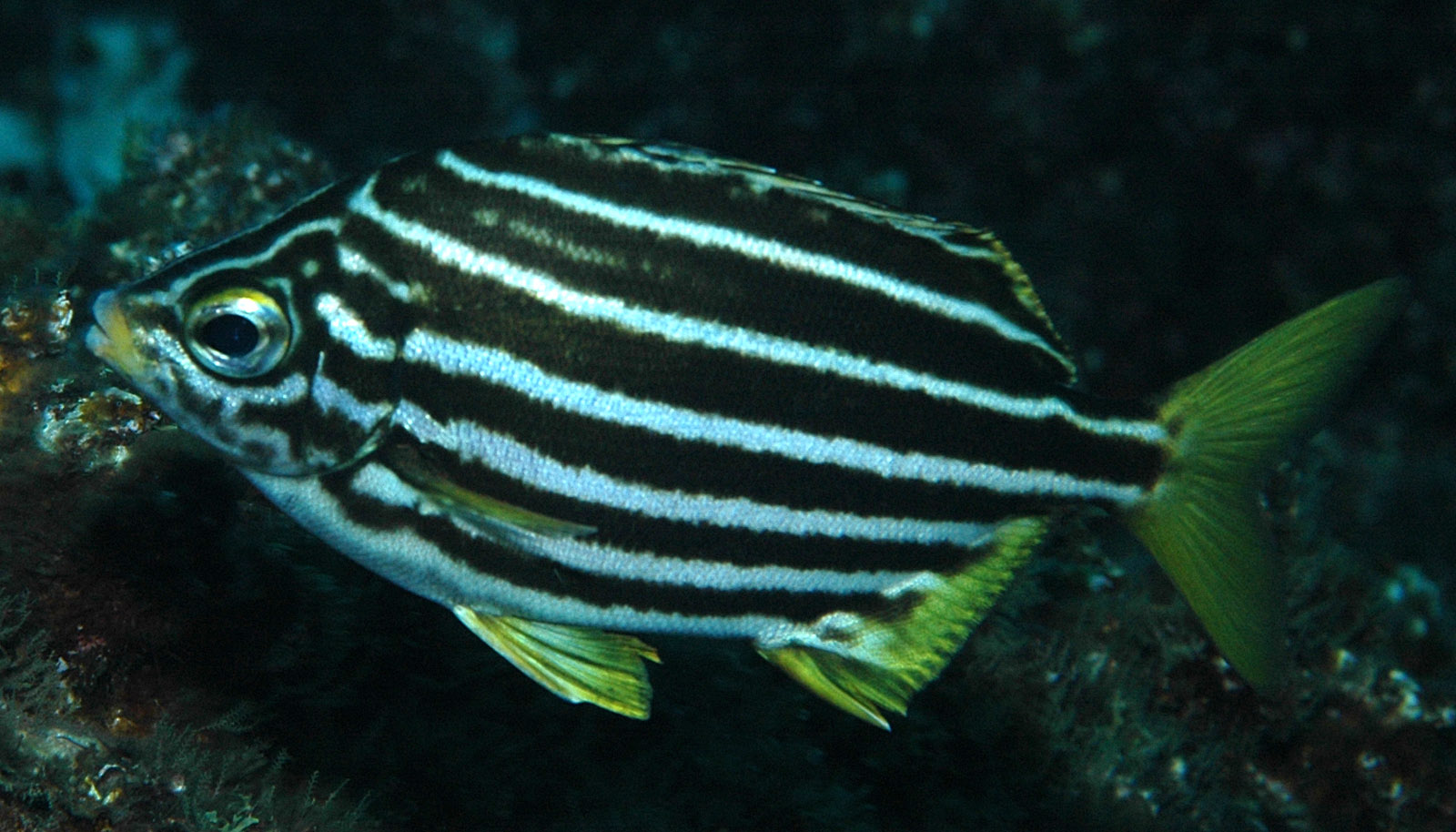
Atypichthys latus

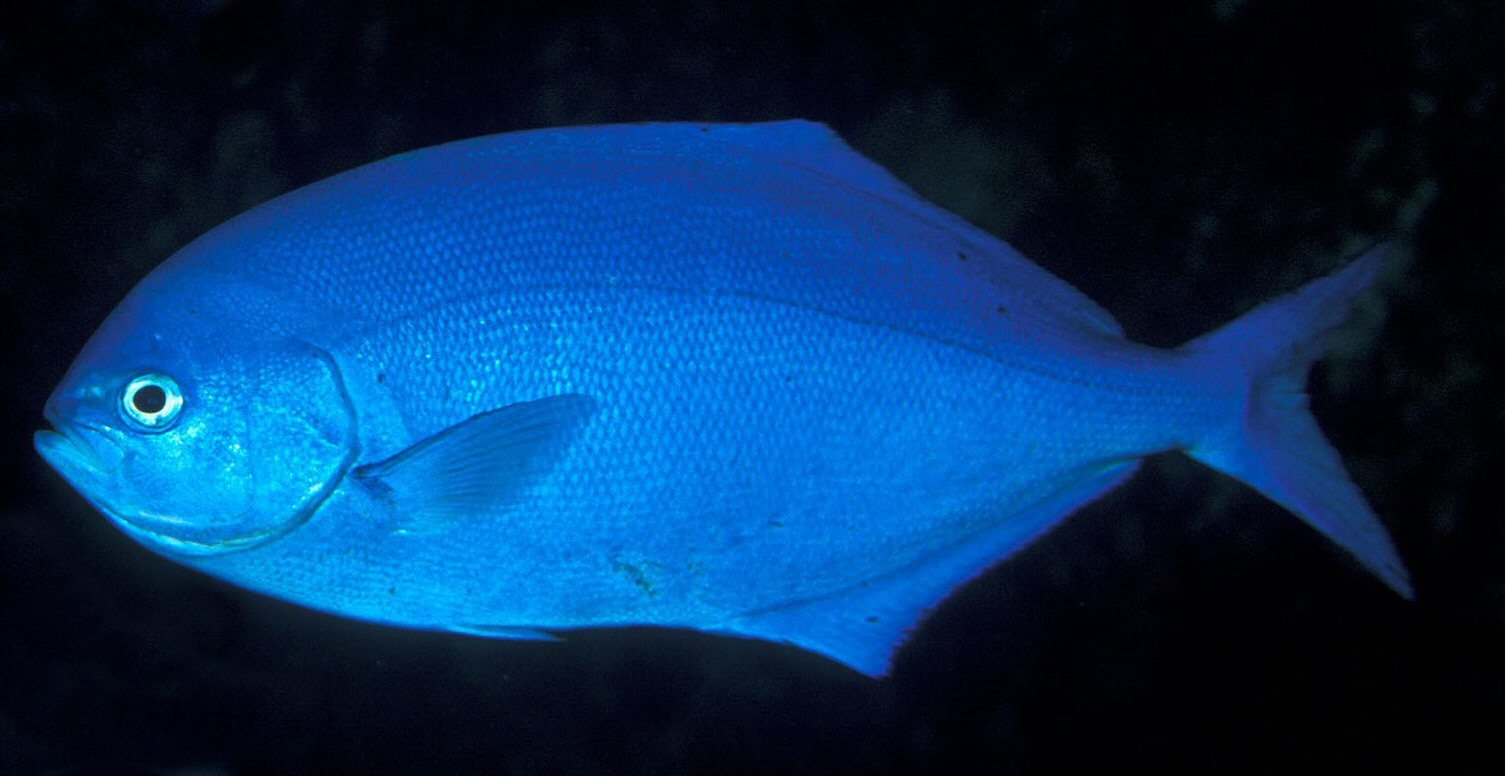
Scorpis violacea

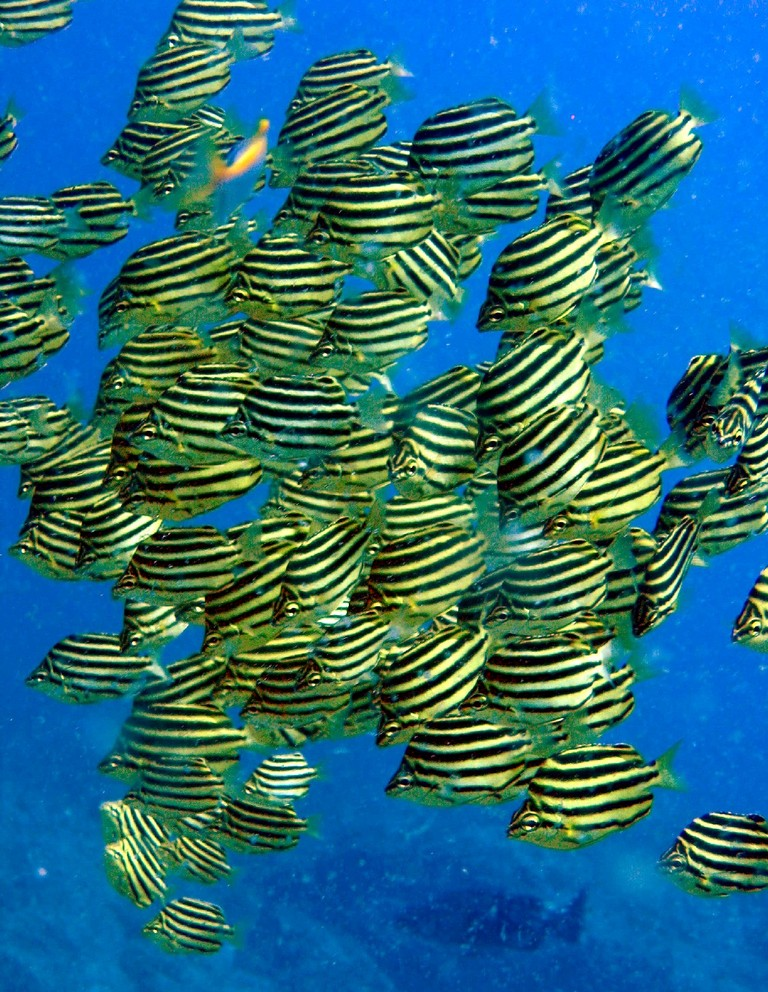
Mola de Microcanthus strigatus

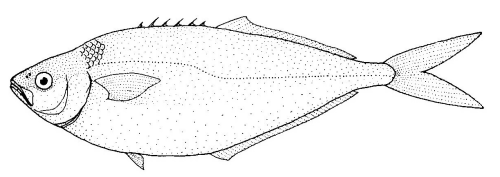
Bathystethus cultratus

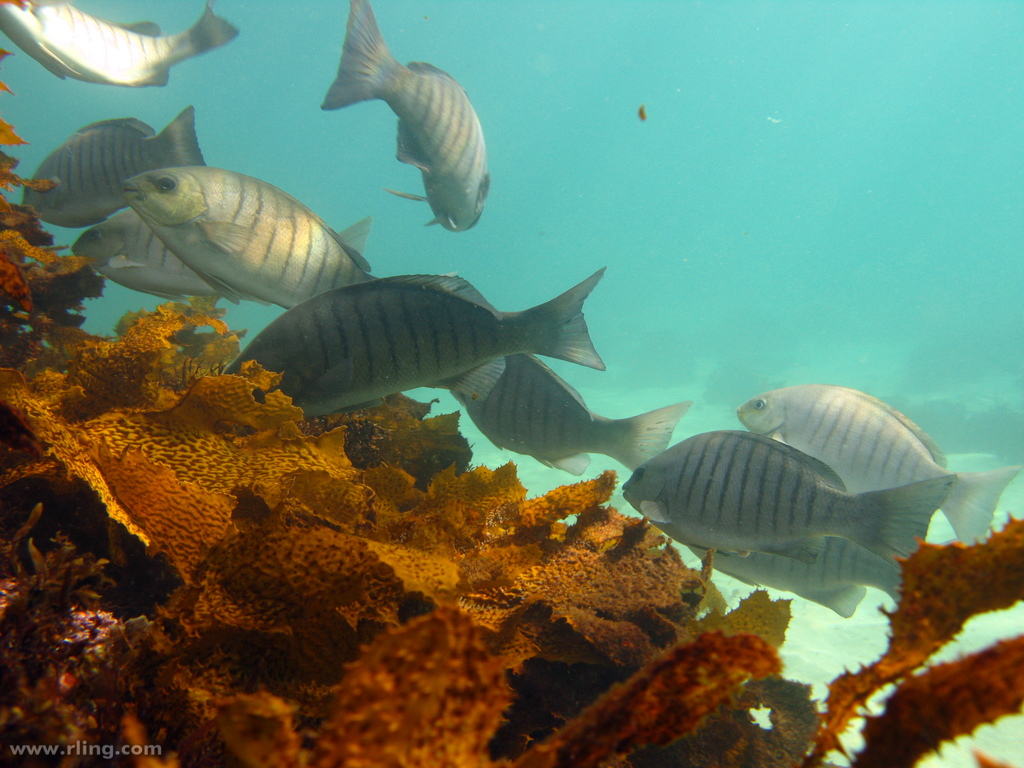
Girella tricuspidata

Els kifòsids (Kyphosidae) constitueixen una família de peixos marins de l'ordre dels perciformes.

## Etimologia
Del grec kyphos (gep).

## Descripció
- Cos moderadament alt i comprimit.
- Cap petit.
- Boca petita.
- Les dents són en forma d'incisives.
- Les escates són petites, aspres i cobreixen la major part del cap i les parts suaus de les aletes mitjanes.
- L'aleta dorsal (amb 9-16 espines i 11-28 radis tous) és contínua, mentre que la caudal és còncava i bifurcada.
- L'origen de les aletes pèlviques es troba darrere de la base de les pectorals.
- Nombre de vèrtebres: 24-28 (34 en el cas del gènere Graus).[2]

## Reproducció
Són reproductors pelàgics.

## Alimentació
Les subfamílies Girellinae i Kyphosinae (llevat del gènere Graus) són herbívores i es nodreixen principalment d'algues. Totes les altres són carnívores i mengen invertebrats bentònics.

## Distribució geogràfica
Es troba a l'Atlàntic, l'Índic i el Pacífic.

## Costums
En general, es troben a prop de la costa.

## Subfamílies i gèneres
Segons ITIS:
- Subfamília Girellinae
  - Gènere Girella (Gray, 1835)[3]
  - Gènere Graus (Philippi, 1887)[4]
    - Graus nigra (Philippi, 1887)
- Subfamília Kyphosinae
  - Gènere Hermosilla (Jenkins & Evermann, 1889)[5]
    - Hermosilla azurea (Jenkins & Evermann, 1889)

  - Gènere Kyphosus (Lacépède, 1801)[6]
  - Gènere Neoscorpis (Smith, 1931)[7]
    - Neoscorpis lithophilus (Gilchrist & Thompson, 1908)

  - Gènere Sectator (Jordan i Fesler, 1893)[8]
    - Sectator azureus (Jordan & Evermann, 1903)
    - Sectator ocyurus (Jordan & Gilbert, 1882)
- Subfamília Microcanthinae (Johnson, 1984)
  - Gènere Atypichthys (Günther, 1862)[9]
    - Atypichthys latus (McCulloch & Waite, 1916)
    - Atypichthys strigatus (Günther, 1860)

  - Gènere Microcanthus (Swainson, 1839)[10]
    - Microcanthus howensis (Whitley, 1931)
    - Microcanthus strigatus (Cuvier, 1831)
    - Microcanthus vittatus (Castelnau, 1873)

  - Gènere Neatypus (Waite, 1905)[11]
    - Neatypus obliquus (Waite, 1905)

  - Gènere Tilodon (Thominot, 1881)[12]
    - Tilodon sexfasciatum (Richardson, 1842)
- Subfamília Parascorpidinae (Johnson, 1984) (reconeguda com a família independent Parascorpididae per FishBase)
  - Gènere Parascorpis (Bleeker, 1875)[13]
    - Parascorpis typus (Bleeker, 1875)
- Subfamília Scorpidinae
  - Gènere Bathystethus (Gill, 1893)[14]
    - Bathystethus cultratus (Forster, 1801)
    - Bathystethus orientale (Regan, 1913)

  - Gènere Labracoglossa (Peters, 1866)[15]
    - Labracoglossa argenteiventris (Peters, 1866)
    - Labracoglossa nitida (McCulloch & Waite, 1916)

  - Gènere Medialuna (Jordan & Fesler, 1893)[8]
    - Medialuna ancietae (Chirichigno F., 1987)
    - Medialuna californiensis (Steindachner, 1876)

  - Gènere Scorpis (Valenciennes a Cuvier i Valenciennes, 1832)[16][17][18][19][20]

## Altres classificacions
Segons FishBase:
- Gènere Atypichthys
- Gènere Bathystethus
- Gènere Doydixodon (no reconegut per ITIS)
  - Doydixodon laevifrons (Tschudi, 1846)
- Gènere Girella
- Gènere Graus
- Gènere Hermosilla
- Gènere Kyphosus
- Gènere Labracoglossa
- Gènere Medialuna
- Gènere Microcanthus
- Gènere Neatypus
- Gènere Neoscorpis
- Gènere Scorpis[16]
- Gènere Sectator
- Gènere Tilodon